# Glocknerscharte
Glocknerscharte lub Obere Glocknerscharte – przełęcz położona na wysokości 3766 m n.p.m. pomiędzy wierzchołkami Großglockner i Kleinglockner. Znajduje się w Austrii w Wysokich Taurach części Centralnych Alp Wschodnich.

## Galeria

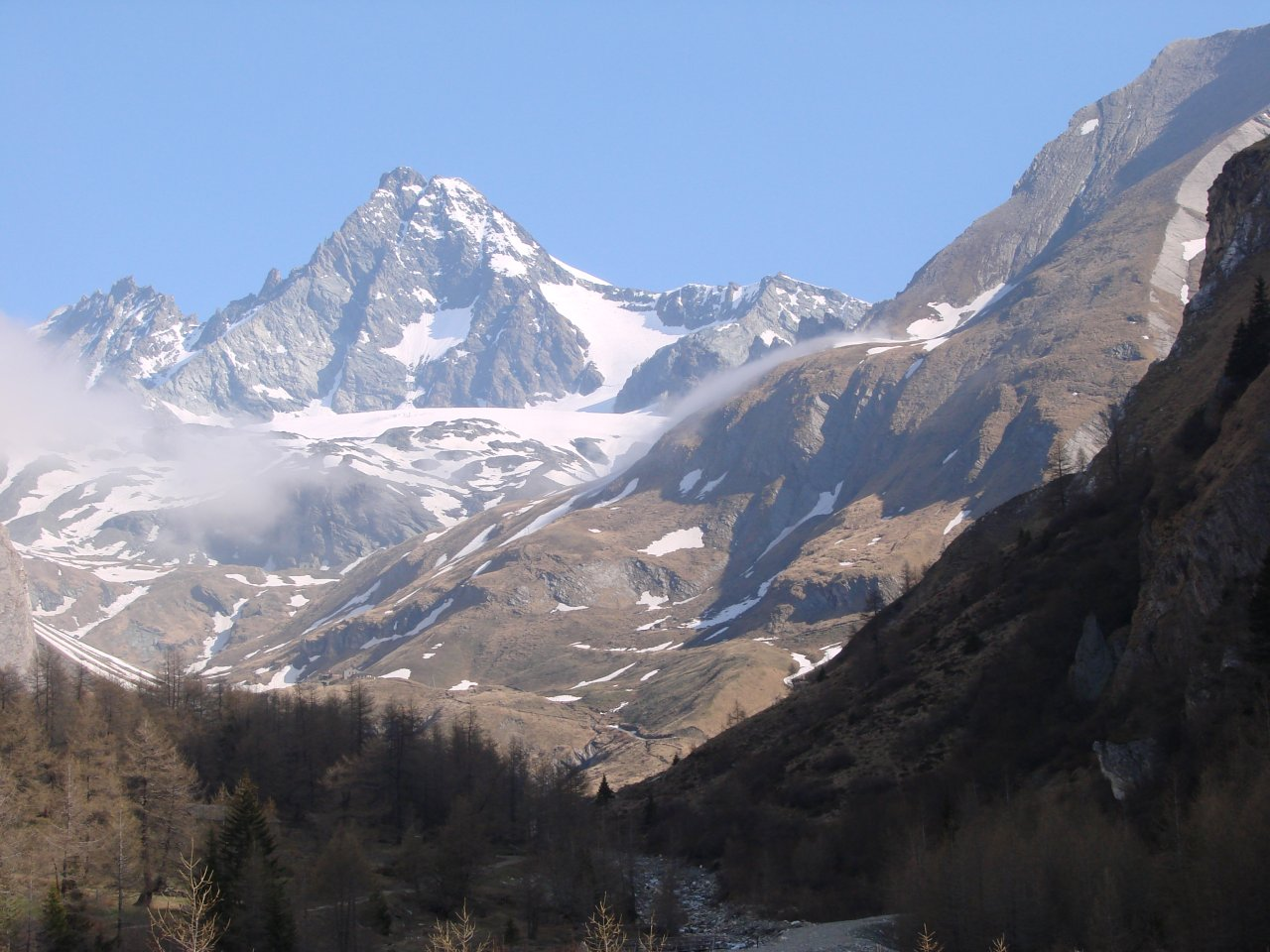
Widok na Großglockner z południa
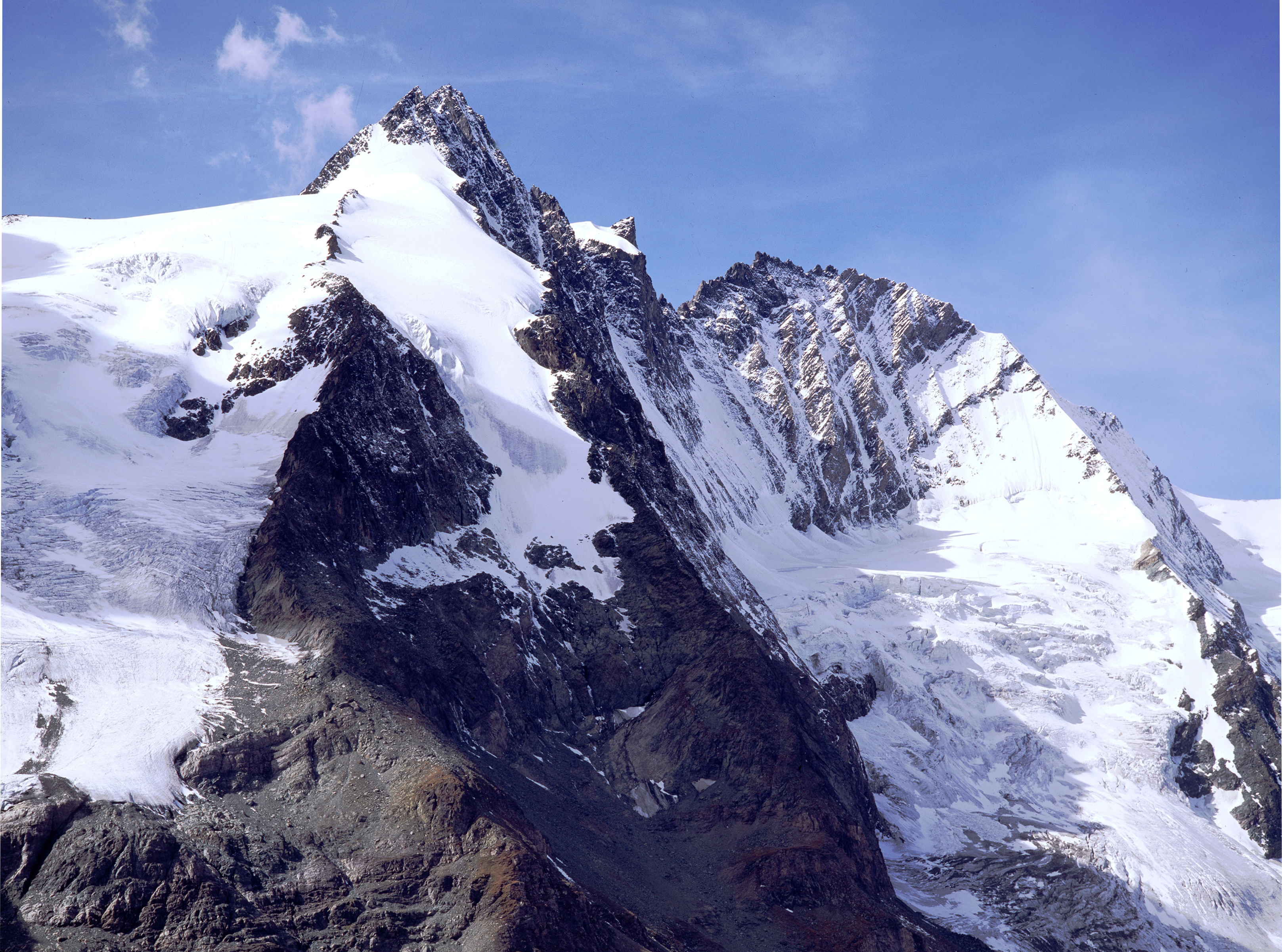
Widok z północnego wschodu
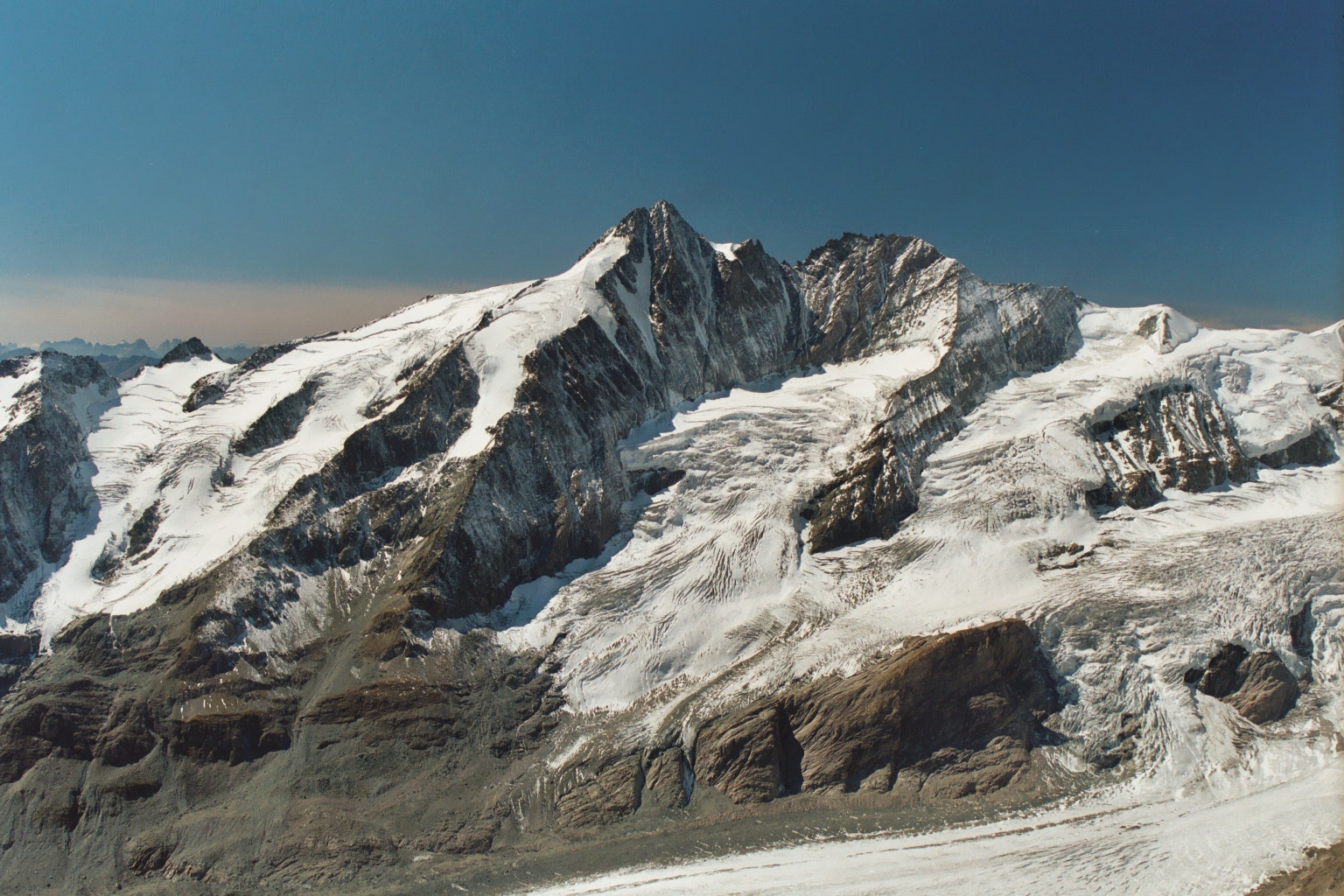
Widok z Fuscherkarkopf